# オデオン・シネマズ
オデオン・シネマズ（Odeon Cinemas）はイギリスを拠点とするヨーロッパ最大の映画興行チェーンである。AMCシアターズの一部門。

## 沿革

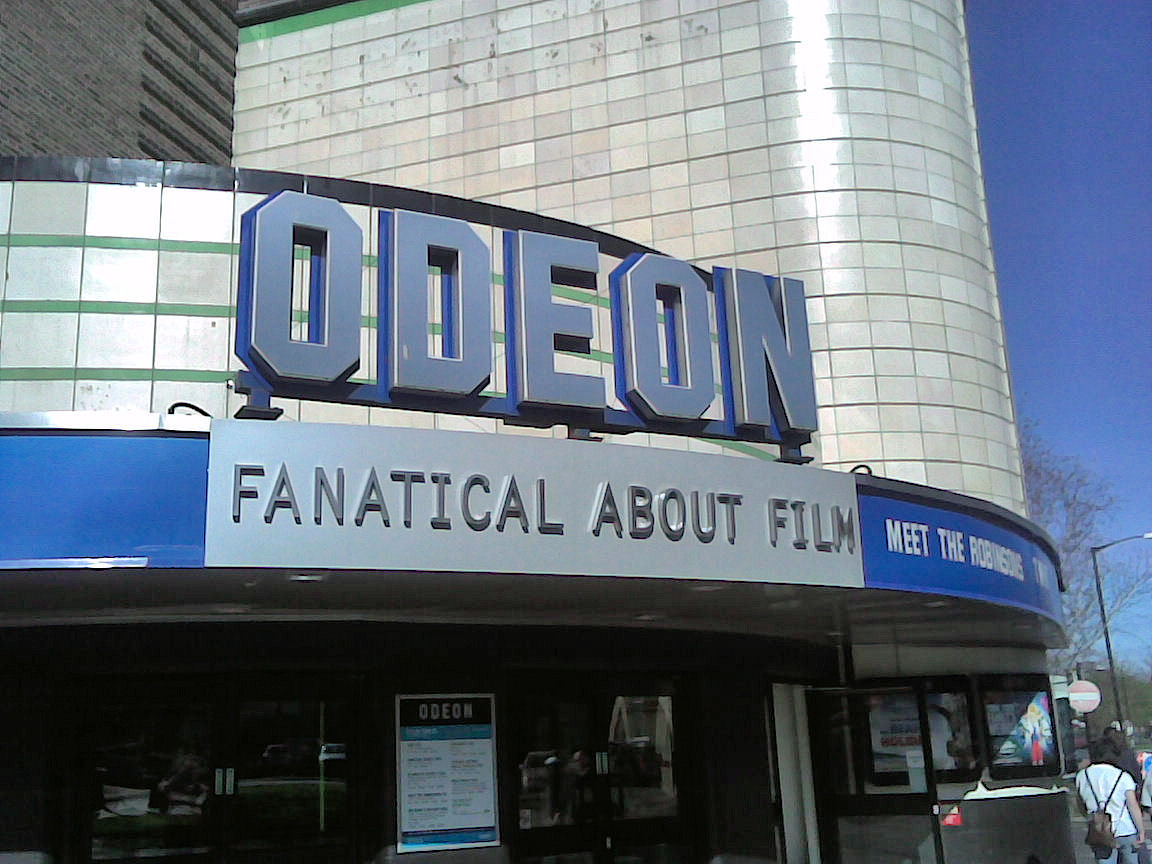
ハローゲートのオデオンシネマ
創業以来使用されていたロゴが1998年CIによって変更された

1928年、オデオン・シネマズはオスカー・ドイチェによって設立された。オデオンの広報は映画館の名称は彼の格言「オスカー・ドイチェは我が国を楽しませる（Oscar Deutsch Entertains Our Nation）」に由来するとしているが、1920年代のフランスとイタリアから映画館の名称として使用されており、結局は古代のギリシャ語に由来しているとみられる。また、「ニッケルオデオン」（5セント映画館）という名称が1905年に作られ、当時、アメリカの小さい映画館を説明するのに広く使われていた。
しかしながら、同社はJ・アーサー・ランクが最も関わっている。同社の沿革で最も長期間所有者であった人物である。
1928年にオスカー・ドイチェが最初にオープンした映画館はウェスト・ミッドランズブライアリー・ヒルにあった。建物は老朽化により取り壊されているが、2006年現在、ブライアリー・ヒルのメリー・ヒル・ショッピングセンターにあるかつてのUCIの映画館（1980年代に建設）は近年、オデオン・シネマとして改装された。「オデオン」ブランドで最初にオープンした映画館はバーミンガムのペリー・バールにあった。ハリー・ウィドンにが設計したものである。正面はビンゴホールであったが、第二次世界大戦で受けた被害を復旧し、会議場に変更されている。
1930年までに「オデオン」は海に感化されたアールデコ建築の劇場と共によく知られた名前になった。この構造は1930年にバーミンガムのペリー・バールの映画館に初めて使われた。この劇場はチェーンを広げるためにドイチェが買収した物である。彼は以降の劇場にハリー・ウィドンを指名するほどこの建築を好んでいた。また、ジョージ・コールスも主要建築家の1人であり、ポーツレードの部分的に完成した集会場を改造したり、ケント州ウェリングのアッパー・ウィッカム・レーンに彼にとって初の特注劇場（1934年10月22日開館、1960年10月22日閉館）を設計したりした。現在、その劇場はメッカチェーンのビンゴクラブになっている。彼の設計の特徴となる中央の直線的な照明が象徴的な建築であった。
1935年、オスカー・ドイチェはプロの写真家であるジョン・モールトビー（1910年 - 1980年）を採用し、当時のオデオンチェーンのあらゆる映画館を撮らせた。結果的に収集された内装や外装の写真はイングリッシュ・ヘリテッジの公共書庫の国家記念記録に保存されており、オンラインで見ることが出来る。
ドイチェはJ・アーサー・ランクの事業団体にこのチェーンを売却した。アーサーは、ランク・オーガニゼーションを形成する途中であった。
初出店からドイチェが亡くなるまでのちょうど10年間、オデオンはイギリス中に258サイトをオープンした。J・アーサー・ランク・コーポレーションへの売却後、カナダの完全子会社のオデオン・シアターズ（カナダ）を経営し、カナダの国内中に100以上の映画館を所有した。オデオン・カナダの本社はオンタリオ州トロントにあり、後に北部トロント郊外のオンタリオ州ウィーローデールに移転した。この会社は1978年にカナディアン・シアターズ・チェーンに売却され、カナディアン・オデオン・シアターズとなった。さらに1984年にシネプレックスに再び売却され、シネプレックス・オデオンを形成した（現在は再度シネプレックスに戻っている）。
オデオンのそれぞれの劇場はイギリスの他の映画館の多くと違った個性があり、しばしば個性的で壮観な内装であった。同社は広告代理店も経営しており、ランク・スクリーン・アドバタイジングという名前だった。同社はイギリス市場首位のパール&ディーンと競合関係にあり、最終的には追い越した。
戦後の数年間にオデオン社は数店舗を出店したが（例：オデオン・マーブル・アーチ、オデオン・エレファント&キャッスル）、多くの従来館は閉館したか、分割して小劇場にしたか、ビンゴなど他の用途に転用された。
2016年12月には中国の大連万達グループによって買収された。

## 特徴
ロンドンのレスター・スクウェアにあるオデオン・レスター・スクウェアは旗艦劇場で、イギリス最大の劇場の1つであり、ロンドンのウエスト・エンドの封切館となっている。巨大スクリーンを備え、円形を区切ったレイアウトとなっている。